# Cavalcade (album)
Cavalcade is het derde studioalbum van de Canadese punkband The Flatliners. Het album werd uitgegeven op 13 april 2010 door het punklabel Fat Wreck Chords en was de tweede uitgave van de band via dit label. In Europa werd het album uitgegeven door Drive Records. Er zijn in totaal drie videoclips uitgekomen voor nummers van het album, namelijk "Monumental" (2010), "Carry The Banner" (2010), en "Count Your Bruises" (2011).

## Nummers
1. "The Calming Collection" - 2:00
2. "Carry the Banner " - 2:57
3. "Bleed" - 3:36
4. "Here Comes Treble" - 3:12
5. "He Was a Jazzman " - 4:07
6. "Shithawks " - 3:55
7. "Monumental" - 2:56
8. "Filthy Habits" - 2:24
9. "Liver Alone" - 2:31
10. "Sleep Your Life Away" - 3:50
11. "Count Your Bruises" - 3:06
12. "New Years Resolutions" - 4:42

## Band
- Chris Cresswell - zang, gitaar
- Scott Brigham - gitaar
- Jon Darbey - basgitaar
- Paul Ramirez - drums